# Escut de Llorac
L'escut oficial de Llorac té el següent blasonament:
Escut caironat: de sinople, un llorer nodrit d'or. Per timbre, una corona mural de poble.

## Història
Va ser aprovat el 3 de juliol de 1992.
El llorer és un senyal parlant al·lusiu al nom del poble.